# Kunglig Majestäts kansli
Kunglig Majestäts kansli är det namn som fram till 1974 användes på det nuvarande regeringskansliet, med dess indelning i departement. Det är känt under fastare former sedan Gustav Vasas regeringstid. Kansliets organisation reglerades i kansliordningar och det inordnades med Axel Oxenstiernas kansliordning av 1626 i kollegiesystemet och kallades till 1801 Kanslikollegium. Med 1974 års regeringsform ersattes uttrycket Kunglig Majestäts kansli den 1 januari 1975 av begreppet regeringskansliet.

## Vasatidens kungliga kansli
I Sverige hade kungar och riksföreståndare under medeltiden en kansler eller sekreterare, men man vet så gott som ingenting om dessas underordnade medhjälpare. Först med Gustav Vasa framträdde tydligare ett kansli, bestående av lågbördiga skrivare, bland vilka småningom en och annan började få den högre titeln sekreterare. Gustav Vasas kansli var ett verktyg för det tekniska arbetet med kungens brev och andra statshandlingar; någon reellt rådgivande ställning hade inte dess medlemmar. Det indelades också endast efter språkliga hänsyn, i svenska kansliet och tyska kansliet. Erik XIV och Johan III förmådde inte uppbära sin fars personliga regering, och deras skrivarpersonal började utöva inflytande på regeringsärendena (sekreterarregementet), men i princip var kansliets ställning oförändrad. Karl IX återförde sekreterare och skrivare till deras uppgift som expedierande verktyg för den kungliga viljan. Försök till en systematiserande fördelning av ärendena på bestämda sekreterare förekom då och då, men hade föga framgång.

## Stormaktstidens kansli (kanslikollegium)

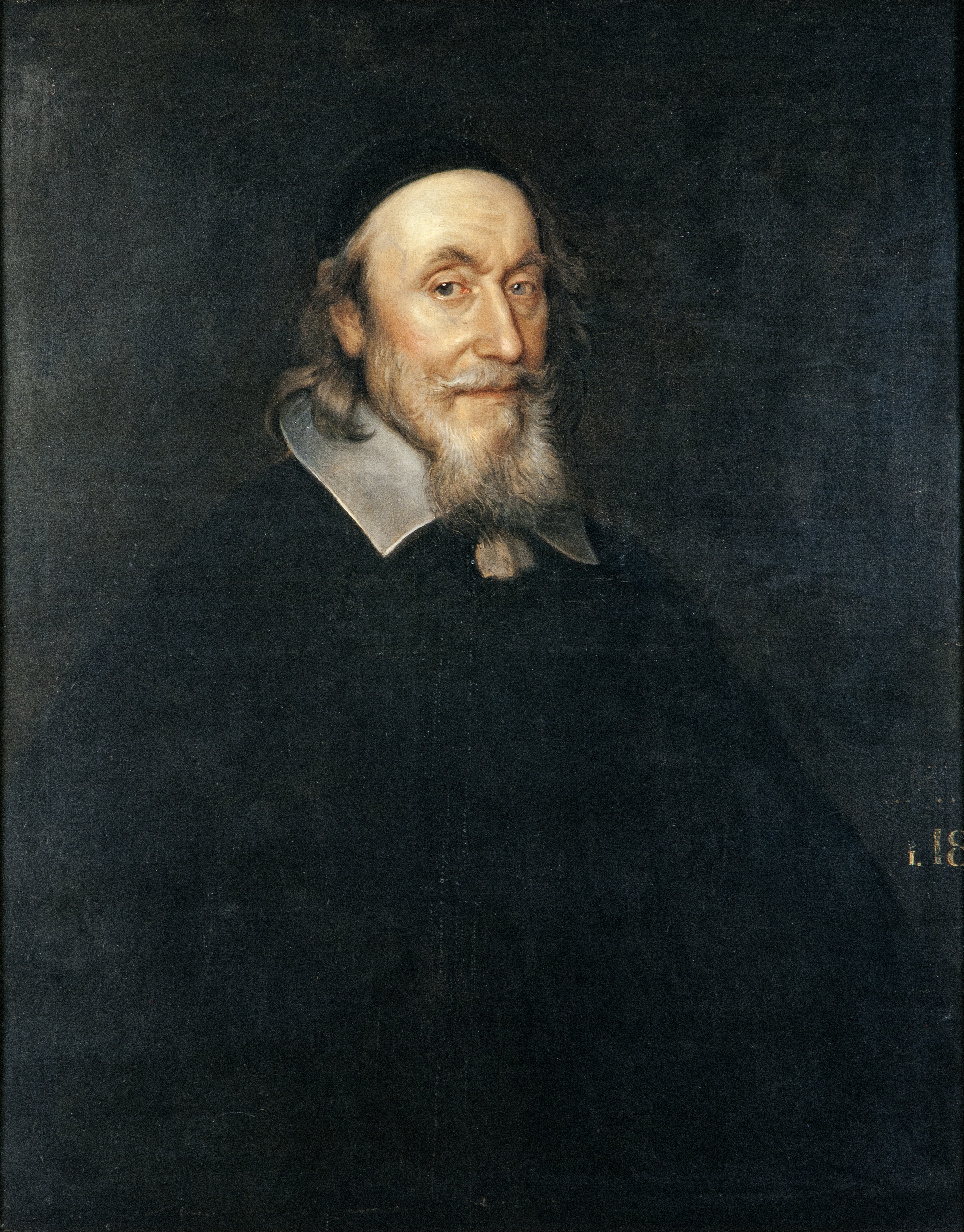
Axel Oxenstierna rikskansler 1612–1654.

Kansliordningen av 1618

Först Gustav II Adolf och hans kansler Axel Oxenstierna lade grunden till en modernare organisation av kansliet. En rad av kansliordningar från Gustav II Adolfs första årtionde (av 1612, 1613, 1618, 1620) strävade efter att reglera hela arbetet, och utvecklingen gick mot en fixering av bestämda poster med bestämda arbetsuppgifter. 
Genom kansliordningen av 1626 ordnades kansliet som ett ämbetsverk, med ett kollegium av höga ämbetsmän i spetsen (kanslern och två kansliråd), och under dem fyra sekreterare – var och en med sitt särskilda arbetsområde och sina underordnade skrivare. Från denna tid kan man alltså tala om ett kanslikollegium, fast termen inte blev vanlig förrän längre fram. Ännu viktigare var den förändring, som 1626 års kansliordning ville göra i fråga om kansliets uppgift. Där uttalas, att "kansliet icke annat är uti ett regemente än som själ uti en kropp", och där framskymtar också den gamla åskådningen av kansliet som allmänt expedierande organ för hela regeringen. Emellertid utesluts två viktiga förvaltningsgrenar: finansärendena hänvisas till räknekammaren (se kammarkollegium) och ärendena rörande krigsväsendet remitteras till krigsrådet (se krigskollegium). Vad som skulle stanna under kansliet uppräknas: alla utrikesärenden, frågor rörande råds- och ständermöten, privilegier och domsrevisioner, allmänna stadgar och ståthållarinstruktioner, skolor och barmhärtighetsanstalter och så vidare. Dessa ärenden skulle inom kansliet inte bara expedieras, utan också sakligt behandlas och beredas till föredragning inför kungen. Här framträder kansliet både som expedierande och administrerande verk, sidoordnat med räkningekammare och krigsråd. 
Gustav II Adolfs tanke var regeringens uppdelande på stora ämbetsverk ("de fem collegia"), som vart och ett skulle stå i direkt förbindelse med kungen, alltså någonting liknande moderna ministerier. Principen återkom sedan i 1634 års regeringsform, som i allt väsentligt var som 1626 års kansliordning, men kansliråden blev fyra i stället för två. Därtill tillkom två statssekreterare, en högre sekreterarpost, som omtalas alltifrån år 1629, och en hovkansler; under dem sekreterare, referendarier och skrivare. 
1626 och 1634 års grundsatser angående kansliet kom endast delvis att tillämpas. Kansliet blev ett förvaltande verk; där handhades alla utrikesärenden och många rörande den civila inre styrelsen ungefär enligt de givna reglerna. Men Axel Oxenstierna förbehöll åt kansliet så mycket som möjligt av dess äldre, allmänna expedierande uppgift; han hävdade, att alla ärenden även från andra kollegier skulle gå genom kansliet och där beredas till föredragning (jfr kansler). Därmed bröts Gustav II Adolfs planerade system för regeringskollegiernas ställning till regenten, och kansliet fick en dubbelställning, dels förvaltande, för vissa områden, dels allmänt föredragande och expedierande. Därav följde, att de föredragande kanslitjänstemännen (statssekreterare, sekreterare, referendarier) så småningom började öva inflytande hos regenten i fråga om själva avgörandet av föredragna ärenden, och så lades grunden till ett slags faktisk rådgivarställning för dessa kanslitjänstemän – i viss mån konkurrerade med det aristokratiska riksrådets.
Kristinas och (i mindre grad) Karl X Gustavs regeringar visade märkbart denna utveckling. Den hejdades av Karl XI:s förmyndarregering, som samlade makten hos riksrådet, och 1661 års kansliordning står i stort sett på samma grund som den av 1626; även personalen har endast undergått mindre jämkningar. En särskild revisionssekreterare, för revisionsmålen, hade tillsatts 1647, 1651 tillkom ytterligare en, och 1669 organiserades en fast särskild institution för dessa mål, ursprunget till Revisionsexpeditionen eller Nedre justitierevisionen. 
Med rådsväldets bankrutt i Karl XI:s krig och den då följande stora välvningen trädde åter kansliet starkare fram. Redan under kriget 1675–1679 blev sekreterare från kansliet kungens förtrogna medhjälpare, och med det gamla rådets upplösning trängdes denna medtävlare till kansliets rådgivarställning tillbaka. Rikskanslerens ämbete försvann; i stället kom kanslipresidenten, som övervägande fick ägna sig åt utrikes ärenden. Kansliet blev dock inte ensamt om rådgivarställningen. I sina konseljer inkallade Karl XI inte bara kanslitjänstemän, utan ämbetsmän från olika förvaltningsgrenar. Den konsolidering av sekreterarnas ställning, som förberetts av föregående utveckling, inträffade inte. Först under Karl XII:s regering kom det att ske. 1697 utnämnde konungen två statssekreterare, Carl Piper och Tomas Polus, till étatsråd, det vill säga medlemmar av riksrådet. 
1713 utfärdade Karl XII från Timurtasch en kansliordning, som gick ännu längre. Kansliets förvaltande uppgifter (utrikes ärenden, arkiv, bibliotek, postväsen med mera) lämnades åt ett kollegialt ämbetsverk, som fick behålla namnet Kanslikollegium, bestående av sex expeditioner, mellan vilka alla regeringsärenden fördelades. I spetsen för varje expedition ställdes ett ombudsråd (för den första expeditionen, revisionsexpeditionen, dock en högste ombudsman), och dessa ombudsråd förenade alltså hos sig föredragning och rådgivarkall. Kansliordningen sattes i huvudsak i verkställighet efter kungens återkomst till Sverige (1715), och riksrådet (senaten) inskränktes till revisionssakerna. Därmed var det expedierande kansliet otvetydigt ombildat till ett system av föredragande och rådgivande departement ovanför alla ämbetsverken.

## Frihetstiden
1713 års ordning föll med Karl XII:s död. I den välvning, som nu inträdde, var ett av grunddragen riksrådets rekonstituering som regeringsmaktens egentliga bärare. Kansliet återfördes i princip till sin ställning före ombildningen genom Karl XII (kansliordningar av 1719 och 1720); det blev dels förvaltande (utrikes ärenden, postväsen, skolor, akademier, arkiv, bibliotek), dels föredragande och expedierande, men under riksrådet som regeringskollegium. 
I riksrådet fanns endast kanslipresidenten och hans närmaste man, rikskanslirådet. "De expeditioner, hvilka inför Kongl. Maj:t föredraga och utfärda alle inkommande ärender" blev fyra, en revisionsexpedition, för justitiemål, samt tre statsexpeditioner (för utrikes ärenden, för krigsväsendet och för "civilväsendet"). 
Revisionsexpeditionen leddes av revisionssekreteraren, medan justitiekanslern skulle ha allmän uppsikt över justitieärendenas skötsel; chefer för de tre statsexpeditionerna blev tre statssekreterare. Närmaste man i kollegiet efter kanslipresidenten och rikskanslirådet blev hovkanslern. Dessutom skulle finnas fyra (lägre) kansliråd och sekreterare av olika slag, censor librorum och så vidare. Under hela frihetstiden kvarstod kansliet i denna ställning. Dess betydelse i riksstyrelsen gjorde att kanslipresidenten blev den avgjort främste inom rådet.

## Den gustavianska tiden
Med 1772 års statsvälvning började åter en utveckling i samma riktning som under det senare 1600-talet. Gustav III:s kansliordning av 1773 organiserade visserligen kansliet efter ungefär samma grunder som de föregående, men tillade två "expeditioner": handels- och finansexpeditionen och ecklesiastikexpeditionen (de indrogs båda 1792). Faktiskt var rådets ställning nu undergrävd, kungen föredrog att handlägga regeringsärendena i sitt kabinett eller sin konselj. Dit kallades de rådsherrar och ämbetsmän kungen önskade. I dessa församlingar gjorde sig statssekreterarna gällande vida mer än i frihetstidens rådskollegium. 
Bland Gustav III:s mest inflytelserika män finner man flera statssekreterare eller andra kanslitjänstemän: Johan Liljencrantz, Elis Schröderheim, Carl Axel Wachtmeister (justitiekansler), Carl Gustaf Nordin m.fl. Under förra delen av Gustav III:s regering framträder starkt kanslipresidenten Ulrik Scheffer, mindre hans efterträdare, Gustaf Filip Creutz. Kansliets ledande ämbetsmän återvann den rådgivarställning, som deras föregångare vunnit före frihetstiden, och utvecklade denna ännu längre; de blev ofta faktiska ministrar, och expeditionerna antog karaktären av departement. 
När riksrådet upphävdes 1789 genom förenings- och säkerhetsakten, låg vägen öppen för en fixering av denna nya ordning. En sådan kom inte till stånd. Den högsta förvaltningen undergick under de följande tjugo åren en mängd förändringar. Det gamla Kanslikollegium upphävdes 1801; Nedre justitierevisionen blev ett självständigt ämbetsverk, föredragande hos den nya Högsta domstolen, och som K.M:ts kansli räknades endast de tre statsexpeditionerna. Utrikes ärenden behandlades från 1791 av Kabinettet för utrikes brevväxlingen med en kabinettssekreterare som chef. En rikskansler fanns åter 1792–1799, en kanslipresident alltifrån 1801, men bådadera var då egentligen utrikesministrar.

## Kansliet 1809–1840
Revolutionen 1809 ledde till en fastare organisation. Regeringsformen bestämde antalet expeditioner i kansliet till fyra: krigsexpeditionen, civilexpeditionen, handels- och finansexpeditionen samt ecklesiastikexpeditionen, var och en med en statssekreterare i spetsen. Statssekreterarna fick plats i det samtidigt inrättade statsrådet, men var och en av dem endast i de fall då ärenden inom deras ansvarsområde behandlades. Kabinettet för utrikes brevväxlingen bibehölls, i spetsen för de där handlagda utrikesärendena ställdes en utrikesstatsminister och en hovkansler, båda medlemmar av statsrådet. Till kansliet återfördes Nedre justitierevisionen, med justitiekanslern som chef. 
Hela denna ordning led av stora svagheter. De fyra statssekreterarnas ställning i statsrådet var svag och statsrådens kunskap om ärendenas beredning därmed bristfällig. Det hela var ett slags kompromiss mellan den gustavianska tidens idéer om ärendenas föredragning av ministrar från kansliet och den äldre traditionen om ett från föredragningen skilt rådskollegium. Återgången till äldre traditioner framträdde också genom den Kanslistyrelse som inrättades 1809 och bestod av utrikesstatsministern som ordförande, hovkanslern, de fyra statssekreterarna, vissa kansliråd, överpostdirektören, kabinettssekreteraren och sekreteraren vid Riksarkivet.

## Departementalreformen 1840

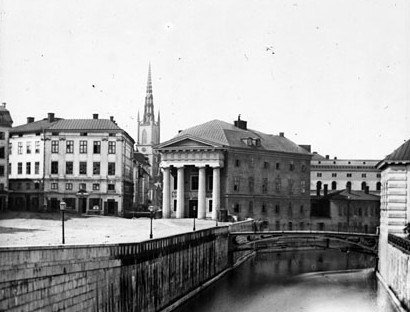
Det gamla kanslihuset vid Mynttorget.

1809 års organisation visade sig snart ohållbar. Redan 1833 upphävdes Kanslistyrelsen och utrikesstatsministern blev chef för K.M:ts kansli. 1840 följde en fullständig ombildning av både statsrådet och kansliet, den så kallade departementalreformen. Då genomfördes till slut definitivt förbindelsen mellan föredragning och rådgivarkall. Kansliets expeditioner blev departement, sju till antalet: Justitie-, Utrikes-, Lantförsvars-, Sjöförsvars-, Civil-, Finans- och Ecklesiastikdepartementen. I spetsen för Justitiedepartementet ställdes justitiestatsministern, som likaledes fick ledningen av Nedre justitierevisionen. Chef för Utrikesdepartementet blev utrikesstatsministern, för vart och ett av de övriga ett statsråd. Endast tre statsråd bibehölls utan departement (de konsultativa). Hovkanslerns ämbete försvann. Inom varje departement blev en expeditionschef statsrådets närmaste man (inom Utrikesdepartementet bibehölls dock titeln kabinettssekreterare), och under expeditionschefen arbetade kansliråd, byråchefer, kanslisekreterare, registratorer och amanuenser.